# Warith Deen Muhammad
Pour les articles homonymes, voir Deen.
Warith Deen Muhammad, né Wallace Delaney Muhammad le 30 octobre 1933 à Hamtramck (Michigan) et mort le 9 septembre 2008 à Chicago (Illinois), était un dirigeant musulman influent aux États-Unis. Il est aussi connu sous les noms de Warith Deen Mohammed, Warith Deen Mohammad, l'honorable al-Imam Warith Deen Muhammad ou Imam W. D. Mohammed. Il est le 7e fils de Clara Muhammad et Elijah Muhammad. Ce dernier a été le dirigeant de Nation of Islam de 1934 à 1975, une organisation prêchant une forme non-orthodoxe d'islam (vision des Blancs comme envoyés du diable et refus des mariages ethniquement mixtes, reconnaissance de Wallace Fard Muhammad comme étant Allah incarné, refus de la résurrection physique des morts lors du jugement dernier) ainsi que le nationalisme noir en faveur d'un État noir indépendant en Amérique du Nord.
Après la mort de son père, Warith Deen Mohammed a orienté l'organisation vers l'islam sunnite orthodoxe et a renoncé à la doctrine du racisme antiblanc et aux autres doctrines non-orthodoxes par rapport à l'islam. Il change également le nom de l’organisation. N'étant pas d’accord avec ces changements, Louis Farrakhan quitte la nouvelle organisation présidée par W. D. Mohammed, rétablit la Nation of Islam et en devient le dirigeant à partir de 1981. 
Jusqu'à sa mort en 2008, il a été le principal leader d'un courant musulman noir américain pacifique et anti-raciste qui aurait entre un et deux millions d'adhérents.

## Jeunesse
En 1958, Warith Deen Muhammad devient à 25 ans le responsable du temple de Philadelphie. Il y aurait déjà commencé à cette époque à développer une approche religieuse beaucoup plus proche de l'islam orthodoxe. En 1960, conformément à l'enseignement de la NoI qui refuse toute collaboration avec le « régime blanc », il refuse d'effectuer son service militaire, et fait 3 ans de prison à la prison fédérale de Sandstone, au Minnesota. 
Ce serait en prison qu'il aurait définitivement achevé sa conversion personnelle à l'islam sunnite et renoncé à croire à la légende de Yakub et aux autres doctrines racistes de l’organisation. Après sa libération, il reste toutefois officiellement membre de l’organisation pour ne pas être en querelle avec son père.

## Rencontre avec Malcolm X
Dans les années 1950, Warith Deen Muhammad devient un proche de Malcolm X, un des leaders les plus en vue de la NoI. Warith Deen Muhammad informa ce dernier « en 1963, que son père Elijah Muhammad avait mises enceintes six de ses secrétaires ».
L’adultère est totalement contraire aux enseignements de Nation of Islam. Après avoir écarté ces informations, Malcolm X aurait fini par en obtenir confirmation en 1963. Elijah Muhammad lui-même aurait fini par indiquer qu’étant l’envoyé de Dieu sur terre, il n’était pas soumis aux mêmes règles que le commun des mortels. Ces évènements semblent avoir fortement altéré la confiance de X dans la sainteté d'Elijah Muhammad et ont sans doute contribué à la rupture entre Malcolm X et la NoI en 1964, et à la conversion de celui-ci à l'islam sunnite orthodoxe.
Un peu avant le départ de Malcolm X, en janvier 1964, Warith Deen Muhammad (qui s'appelle alors encore Wallace Muhammad) est expulsé par son père de la NoI. Malgré l'assassinat de Malcolm X par trois militants de la NoI le 21 février 1965, Wallace est réintégré en 1965, avant d'être de nouveau expulsé la même année. Pendant cette période, il exerce différents métiers, en particulier comme ouvrier. Son père le réintègre en 1969, mais ne lui rend ses fonctions religieuses qu'en 1974, lui donnant même le droit de prêcher sa vision « orthodoxe » de l'islam.

## Rattachement à l'islam sunnite

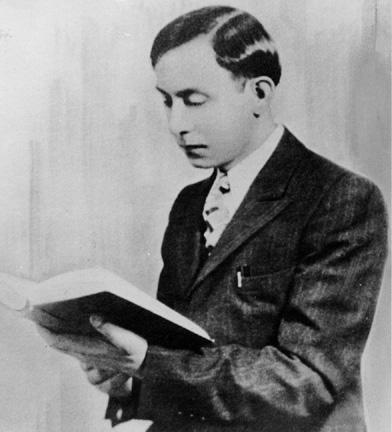
Portrait officiel de Wallace Fard Muhammad. Dans une entrevue, Warith Deen Muhammad explique qu'avant la prise de cette photo, largement retouchée et ne correspondant pas à la réalité, un gel a été mis sur les cheveux naturellement ondulés de W. D. Fard afin de les rendre raides et de nombreux cosmétiques ont été appliqués sur son visage. Il explique également que les photos qui montraient à quoi ressemblait réellement W. D. Fard ont volontairement été cachées à la communauté de la NOI.

Peu avant sa mort en 1975, Elijah Muhammad désigne son fils comme son successeur. Cette désignation viendrait d'une prédiction de Wallace Fard Muhammad, le fondateur de Nation of Islam, qui aurait supposément indiqué à Elijah Muhammad que son 7e fils serait son successeur.
Après avoir pris la direction de Nation of Islam (NoI), Warith Deen Mohammed rattache son organisation à l'islam sunnite orthodoxe, abandonnant les spécificités théologiques de la NoI. En 3 ans, entre 1975 et 1978, il transforme de fond en comble l’idéologie du mouvement, et l’amène sur une base religieuse sunnite, tout en rompant avec l’idéologie raciste et nationaliste de son père. « L'idée que nous avons eu de la communauté n'est pas islamique, et vient des jours du nationalisme noir ». Le projet d’un État indépendant pour les noirs est donc abandonné, et l'interdiction de voter ou de servir dans l'armée est levée. Le mouvement entend continuer à s’adresser de façon privilégiée aux noirs américains, pour les amener vers l’islam, mais il se considère aussi maintenant comme une communauté faisant partie du sunnisme mondial. Dans le cadre de cette évolution, le nom de Nation of Islam est remplacé par Bilillian Community puis par the World Community Al-Islam in the West (WCIW) puis par Muslim American Society. Vers le milieu des années 1980, l'organisation sera même dissoute au nom de l'indépendance des mosquées, avant d'être reformée.
La forte centralisation typique de Nation of Islam est réformée, afin de favoriser une large décentralisation des mosquées, plus conforme à la tradition du sunnisme: « notre religion n'exige pas le degré d'organisation et de contrôle centralisé que nous avons utilisé. Les musulmans sont juste des musulmans, et ils vont à la mosquée, et c'est tout ». Les communautés relevant de ce mouvement sont ouvertes à toutes les races, même si elles restent en pratique surtout composées d’Afro-Américains.

## Concurrence avecNation of Islam
En 1978, un groupe de membres historiques de la Nation de l'Islam, dirigés par Louis Farrakhan, décide de se réorganiser autour des enseignements de Elijah Muhammad. En 1981, Louis Farrakhan proclame officiellement la restauration de la Nation de l'Islam, et la fidélité aux dogmes de Elijah Muhammad. La « nouvelle » NoI s'affirme comme la légitime continuatrice de l'organisation créé par Elijah Muhammad, tant sur le plan religieux que sur le plan du nationalisme afro-américain.
La « nouvelle » Nation of Islam a un succès plus modeste que celui des musulmans noirs suivant l'imam Warith Deen Muhammad, mais son discours noir militant lui donne une réelle influence sur la communauté noire. Ses positions à la lisière du racisme, ainsi que les reproches de sexisme lui valent cependant une certaine méfiance. Les relations entre la NoI et les musulmans noirs sunnites ont donc été empreintes de méfiance et de rivalité. En 2000, Warith Deen Muhammad et Louis Farrakhan se sont cependant officiellement réconciliés, mais les divergences n’ont pas disparu pour autant.

## Reconnaissance
Les partisans de WD Muhammad « professent maintenant l'harmonie raciale, l'amour fraternel et le patriotisme américain ». Warith Deen Muhammad est ainsi progressivement devenu un dirigeant religieux respecté et incontournable aux États-Unis.
En 1977, il a mené ce qui était alors la plus grande délégation des musulmans américains sur le pèlerinage à Mecque.
Il lui sera demandé en 1992 de faire une prière au sénat américain, et c’est lui qui fera la prière musulmane lors de la prière interconfessionnelle pour l’investiture du président Clinton, en 1997.
Il a rencontré pour la première fois le pape Jean-Paul II en 1996.
Certains groupes musulmans sunnites américains, y compris chez les musulmans noirs, considèrent cependant que Warith Deen Muhammad a des connaissances insuffisantes en matière religieuse, et ne maitrise pas de façon suffisante la théologie sunnite.

## Démographie
En 2005, le nombre des noirs américains est estimé à 38 millions, soit environ 12,9 % de la population américaine totale (sources : CIA world factbook 2005).
Il n'y a pas de recensement précis du nombre des musulmans noirs américains. Le Council on American-Islamic Relations indiquait dans une étude de 2001 « Les évaluations d'une population musulmane totale de 6-7 millions en Amérique semblent raisonnables » , mais d'autres études donnent un chiffre moitié moins élevé : 2,8 millions pour le American Jewish Committee. Par ailleurs, l'étude du Council on American-Islamic Relations indiquait que les Afro-Américains étaient 30 % des personnes participant au culte (plus 3,4 % d'immigrants d'Afrique subsaharienne). Sur un total de 3 à 6 millions de musulmans, on arrive ainsi à un chiffre de 1 à 2 millions de Black muslims, conforme aux estimations souvent données. L'université de Géorgie (USA) donne par exemple le chiffre de 2,1 millions de musulmans afro-américains, tout comme The New York Times dans un article du 28 février 2000,
et d'autres plutôt 1 million.
Les groupes musulmans noirs sont :
- Les sunnites plus ou moins rattachés à Warith Deen Muhammad. Ils seraient environ 90 % du total.
- Les partisans de Nations of Islam (membres et sympathisants). Ils seraient 20 000 à 40 000, sans compter les sympathisants, soit 5 à 10 % du total.
- Diverses dissidences historiques : quelques pour cent.

Depuis les années 1970, on trouve aussi des immigrés africains musulmans aux États-Unis. Ils peuvent se joindre aux communautés locales, ou constituer les leurs sur des bases d'origines communes.

## Mort
W.D. Muhammad est mort le 9 septembre 2008, le neuvième jour du ramadan, à Chicago, à l'âge de 74 ans. Ses funérailles ont eu lieu à l'Islamic foundation, à Villa Park, Illinois, le 11 septembre 2008.